# Шанхайські міст та тунель через Янцзи
31°26′05″ пн. ш. 121°44′40″ сх. д. / 31.434722222222° пн. ш. 121.74444444444° сх. д.
Шанхайські міст та тунель через Янцзи (кит.: 上海长江隧桥) — комплекс комунікацій міст-тунель, що сполучають острів Чунміндао з материковою частиною Шанхая, під Янцзи біля його гирла.
Загальна довжина маршруту становить 22,5 км, його будівництво обійшлося в 12,6 мільярдів юанів. Комплекс було введено в експлуатацію 31 жовтня 2009 року.. У грудні 2011 року був введено в експлуатацію міст Чунці, що сполучив острів Чунміндао з розташованим на північному березі Янцзи міським повітом Цідун провінції Цзянсі.

## Тунель
Шанхайський тунель під Янцзи  (кит.: 上海长江隧道) починається на південному березі Янцзи в Ухаогоу у районі Пудун, та закінчується на південному березі острова Чансіндао. Має довжину 8,9 км і є дворівневим: верхній рівень призначений для автомобільного руху і має по три смуги в кожному напрямку (дозволена швидкість - 80 км/год), нижній рівень зарезервовано для майбутньої лінії метро.

## Міст
Шанхайський великий міст через Янцзи (кит.: 上海长江大桥) починається біля виїзду з тунелю, проходить по острову Чансіндао на рівні землі, а потім перетинає Янцзи, закінчуючись на острові Чунміндао в селищі Ченьцзячжень.
Міст складається з двох довгих віадуків і високого вантового мосту між ними, що дозволяє суднам проходити по річці. Загальна довжина моста становить 16,63 км, з яких 6,66 км - це дорога по острову Чансіндао, і 9,97 км - власне міст. Міст не є прямолінійним, він має трохи S-подібну форму. Центральна вантова дільниця має довжину 730 м, що робить його 10-м по довжині вантовою дільницею моста у світі.
Рух по мосту здійснюється по трьох смугах в кожному напрямку, дозволена швидкість - 80 км/год. Простір по обидва боки мосту зарезервовано для майбутньої лінії метрополітену.